# Katie Barberi
Katie Barberi (Saltillo, Coahuila, 22 de enero de 1972) es una actriz mexicana.

## Biografía y carrera
Hija de padre británico-italiano y madre estadounidense. Dada la naturaleza de las carreras profesionales de sus padres, estudió en una variedad de escuelas en Estados Unidos y en México. Gracias a dicha situación, ha sido expuesta a gran diferencia de culturas y puntos de vista sobre la vida, además de que tuvo el beneficio de aprender inglés y español.
En 2010 trabajó como antagonista en la telenovela de Telemundo El fantasma de Elena junto a Elizabeth Gutiérrez y Segundo Cernadas.
En 2011 trabajó como antagonista en la telenovela de Telemundo Mi corazón insiste en Lola Volcán junto a Carmen Villalobos y Jencarlos Canela.
En 2012 participó en la telenovela de Telemundo Corazón valiente interpretando a Perla Navarro.

## Filmografía

### Telenovelas
- Sed de venganza (2024) - María Laura Del Pino
- Eva la Trailera (2016) - Cynthia de Monteverde
- Grachi (2011-2013) - Úrsula de Roman
- Corazón valiente (2012-2013) - Perla Navarro de Sandoval
- Mi corazón insiste en Lola Volcán (2011) - Victoria de Noriega
- El fantasma de Elena (2010-2011) - Rebeca Santander
- Bella Calamidades (2010) - Silvana Barbosa de Cardona
- Doña Bárbara (2008-2009) - Cecilia Vergel
- La marca del deseo (2007-2008) - Digna Santibáñez
- El amor no tiene precio (2005-2006) - Engracia Alexander "La Chacala"
- Inocente de ti (2004-2005) - Mayte Dalmacci Rionda
- Rebeca (2003) - Regina Montalbán de Santander
- ¡Vivan los niños! (2002-2003) - Dorina
- Salomé (2001-2002) - Laura de Cansino
- Carita de ángel (2000-2001) - Noelia
- La casa en la playa (2000) - Florencia Uribe
- Por tu amor (1999) - Miranda Narváez de Durán
- El privilegio de amar (1998-1999) - Paula
- Mi pequeña traviesa (1997-1998) - Pamela
- Alguna vez tendremos alas (1997) - Isabel Ontiveros de Lamas  †
- Acapulco bay (1996) - Maura
- Alondra (1995) - Rebeca Montes de Oca

### Programas
- Chicago Fire -directora de central de gas
- Every Witch Way (2014-2015) - Ursula Van Pelt
- Último aviso (2012) - Miss Arnold
- Confesiones de novela (2011) - Invitada
- Furcio (2000) - Ella Misma
- Mujer, casos de la vida real (1997-2002)
  - Encuentro inesperado (2002)
  - Misoginia (2001)
  - Relato de una infamia (2000) - Ana
  - Cesarita la violeta de Dios (1997)
- Conan  (1997) - Gran Sacerdotisa
- Los casos secretos del FBI (1992) - Trinia
- Las pesadillas de Freddy  (1988) - Connie
- Beberly Hills Buntz (1988) - Toni
- The Bronx Zoo (1988) - Maria DeLucci
- Superior Court (1986)
- All Is Forgiven (1986) - Cassie
- Divorce Court (1986) - Patty Getz
- The Judge (1986) - Amy Walsh
- Silver Spoons (1985) - Wanda O. Biddle
- It´s Your Move (1985) - Michelle
- Kids Incorporated (1984)

### Cine
- Casi el paraíso (2023) - Liz Avrell
- Saw X (2023) - Motivadora
- Me gustaría tener (2016) - Esmeralda Rodríguez
- Reaching the Sea (2014) - Julia
- The Arrangement (2013) - Supervisora
- Perdita Durango (1997) - Stewardess
- Yanqui indomable (1995) - Fedra
- Nosotros (1991) - Bárbara
- Apparences (1990) - Deanne Kinsella
- Profesor o falsificador (1989) - Caroline
- Un robot para la familia II (1989) - Roberta
- La pandilla basura (1987) - Tangerine
- Todo en un día (1986) - Allison